# エスタジオ・ブルーノ・ジョゼ・ダニエウ
エスタジオ・ブルーノ・ジョゼ・ダニエウ（葡: Estádio Bruno José Daniel）はブラジルのサンパウロ州サントアンドレにある多目的スタジアム。ECサント・アンドレの本拠地。